# الوكالة الوطنية للتأمين الصحي (المغرب)
الوكالة الوطنية للتأمين الصحي (ANAM) هي مؤسسة إدارية عامة مغربية، ذات شخصية اعتبارية وذمة مالية مستقلة، تأسست في 26 مايو 2005، تحت إشراف الدولة. هدفها ضمان التنفيذ الفعال للقانون رقم 00-65 ، المتعلق بمدونة التغطية الصحية الأساسية.

## التاريخ
تأسست الوكالة الوطنية للتأمين الصحي في المغرب في 26 مايو 2005 بموجب المادة رقم 57 من القانون 65-00 المتعلق بالتغطية الطبية الأساسية، كمؤسسة حكومية مستقلة ماليا وذات شخصية اعتبارية تخضع لإدارة مجلس يترأسه رئيس الحكومة المغربي أو إحدى الجهات الحكومية التي يفوضها لإدارتها. 

## الهيكل التنظيمي
يتولى إدارة الوكالة الوطنية للتأمين الصحي مجلسًا يرأسه رئيس مجلس الوزراء أو الجهة الحكومية التي يمنحها تفويضًا للإدارة، ويتألف هذا مجلس إدارة الوكالة من:
- ممثلي الإدارة
- ممثلي أصحاب العمل
- ممثلي حاملي وثائق التأمين من القطاعين العام والخاص المعينين من قبل النقابات العمالية الأكثر تمثيلاً.
- ممثلي المنظمات التي تدير التأمين الصحي الأساسي الإلزامي
- ممثلين عن مقدمي الرعاية الصحية
- استشاريين معينين لخبرتهم في مجال التأمين الصحي.

يتولى مدير الوكالة الوطنية للتأمين الصحي تنفيذ قرارات مجلس الإدارة ويمتلك كافة الصلاحيات اللازمة للإدارة مثل صلاحيات تعيين الموظفين وإدارة سير جميع الخدمات التي تقدمها الوكالة، كما يمثل الوكالة في المحكمة ويمكنه رفع الدعاوى القضائية واتخاذ جميع الإجراءات القانونية التي تهدف إلى الدفاع عن مصالح الوكالة على أن يخطر رئيس مجلس الإدارة بتلك الإجراءات أولا.

## المهام
يتمثل الدور الرئيسي الوكالة الوطنية للتأمين الصحي في توفير الإشراف الفني على نظام التأمين الصحي الأساسي الإلزامي وضمان تنفيذ الأدوات التنظيمية لها النظام بما يتوافق مع الأحكام التشريعية والتنظيمية المتعلقة به. وبناءًا على هذا الدور فإن الوكالة تكون مسؤولة عما يلي:
- التحقق بالتعاون مع الإدارة الصحية من المواءمة بين تشغيل التأمين الصحي الأساسي الإلزامي والأهداف الصحية للدولة.
- إجراء المفاوضات المتعلقة بإبرام اتفاقيات وطنية بين المنظمات الإدارية من ناحية، ومقدمي الرعاية وموردي السلع والخدمات الطبية من ناحية أخرى وفقًا للشروط التي تحددها اللائحة.
- اقتراح التدابير اللازمة لتنظيم نظام التأمين الصحي الأساسي الإلزامي، ولا سيما الآليات المناسبة للتحكم في تكاليف التأمين الصحي الأساسي الإلزامي وضمان الامتثال لها.
- إبداء الرأي في مشاريع النصوص التشريعية والتنظيمية المتعلقة بالتأمين الصحي الأساسي الإلزامي المحالة إليها من الإدارة، وكذا في جميع المسائل الأخرى المتعلقة بالموضوع ذاته.
- ضمان تحقيق التوازن العام بين الموارد والنفقات لكل نظام تأمين صحي أساسي إلزامي.
- تقديم الدعم الفني للمنظمات الإدارية بهدف إنشاء نظام دائم لتقييم الرعاية المقدمة للمستفيدين من التأمين الصحي الأساسي الإلزامي وفقا للشروط ووفقا للنماذج التي تحددها الإدارة.
- ضمان التحكيم في حالة وجود نزاعات بين مختلف أصحاب المصلحة في منظومة التأمين الصحي.
- ضمان توحيد أدوات الإدارة والوثائق المتعلقة بالتأمين الصحي الأساسي الإلزامي.
- الاحتفاظ بمعلومات إحصائية موحدة عن التأمين الصحي الأساسي الإلزامي بناءًا على التقارير السنوية المرسلة إليها من كل هيئة من الهيئات الإدارية.
- تطوير وتوزيع تقرير عالمي سنويًا يتضمن تفاصيل الموارد والنفقات والبيانات المتعلقة بالاستهلاك الطبي لمختلف خطط التأمين الصحي الإلزامي الأساسي.